# Môlay
Môlay és un municipi francès, situat al departament del Yonne i a la regió de Borgonya - Franc Comtat. L'any 2007 tenia 120 habitants.

## Demografia

### Població
El 2007 la població de fet de Môlay era de 120 persones. Hi havia 57 famílies, de les quals 20 eren unipersonals (12 homes vivint sols i 8 dones vivint soles), 25 parelles sense fills i 12 parelles amb fills.
La població ha evolucionat segons el següent gràfic:
Habitants censats

### Habitatges
El 2007 hi havia 97 habitatges, 56 eren l'habitatge principal de la família, 33 eren segones residències i 8 estaven desocupats. Tots els 96 habitatges eren cases. Dels 56 habitatges principals, 48 estaven ocupats pels seus propietaris, 4 estaven llogats i ocupats pels llogaters i 3 estaven cedits a títol gratuït; 1 tenia una cambra, 6 en tenien dues, 6 en tenien tres, 15 en tenien quatre i 27 en tenien cinc o més. 41 habitatges disposaven pel capbaix d'una plaça de pàrquing. A 22 habitatges hi havia un automòbil i a 24 n'hi havia dos o més.

### Piràmide de població
La piràmide de població per edats i sexe el 2009 era:
| Homes | Edats   | Dones |
| ----- | ------- | ----- |
| 0     | 95 o +  | 0     |
| 0     | 90 a 94 | 0     |
| 0     | 85 a 89 | 4     |
| 4     | 80 a 84 | 4     |
| 0     | 75 a 79 | 12    |
| 8     | 70 a 74 | 0     |
| 4     | 65 a 69 | 0     |
| 4     | 60 a 64 | 8     |
| 0     | 55 a 59 | 0     |
| 16    | 50 a 54 | 8     |
| 4     | 45 a 49 | 8     |
| 0     | 40 a 44 | 0     |
| 4     | 35 a 39 | 4     |
| 0     | 30 a 34 | 0     |
| 4     | 25 a 29 | 0     |
| 0     | 20 a 24 | 12    |
| 0     | 15 a 19 | 4     |
| 0     | 10 a 14 | 0     |
| 4     | 5 a 9   | 0     |
| 4     | 0 a 4   | 4     |

## Economia
El 2007 la població en edat de treballar era de 70 persones, 58 eren actives i 12 eren inactives. De les 58 persones actives 54 estaven ocupades (31 homes i 23 dones) i 4 estaven aturades (4 homes). De les 12 persones inactives 4 estaven jubilades, 1 estava estudiant i 7 estaven classificades com a «altres inactius».

### Ingressos
El 2009 a Môlay hi havia 56 unitats fiscals que integraven 104 persones, la mediana anual d'ingressos fiscals per persona era de 19.463,5 €.

### Activitats econòmiques
Dels 6 establiments que hi havia el 2007, 1 era d'una empresa extractiva, 3 d'empreses de fabricació d'altres productes industrials, 1 d'una empresa de serveis i 1 d'una empresa classificada com a «altres activitats de serveis».
L'any 2000 a Môlay hi havia 7 explotacions agrícoles que ocupaven un total de 357 hectàrees.

## Poblacions més properes
El següent diagrama mostra les poblacions més properes.